# 윌리엄 펜의 저주

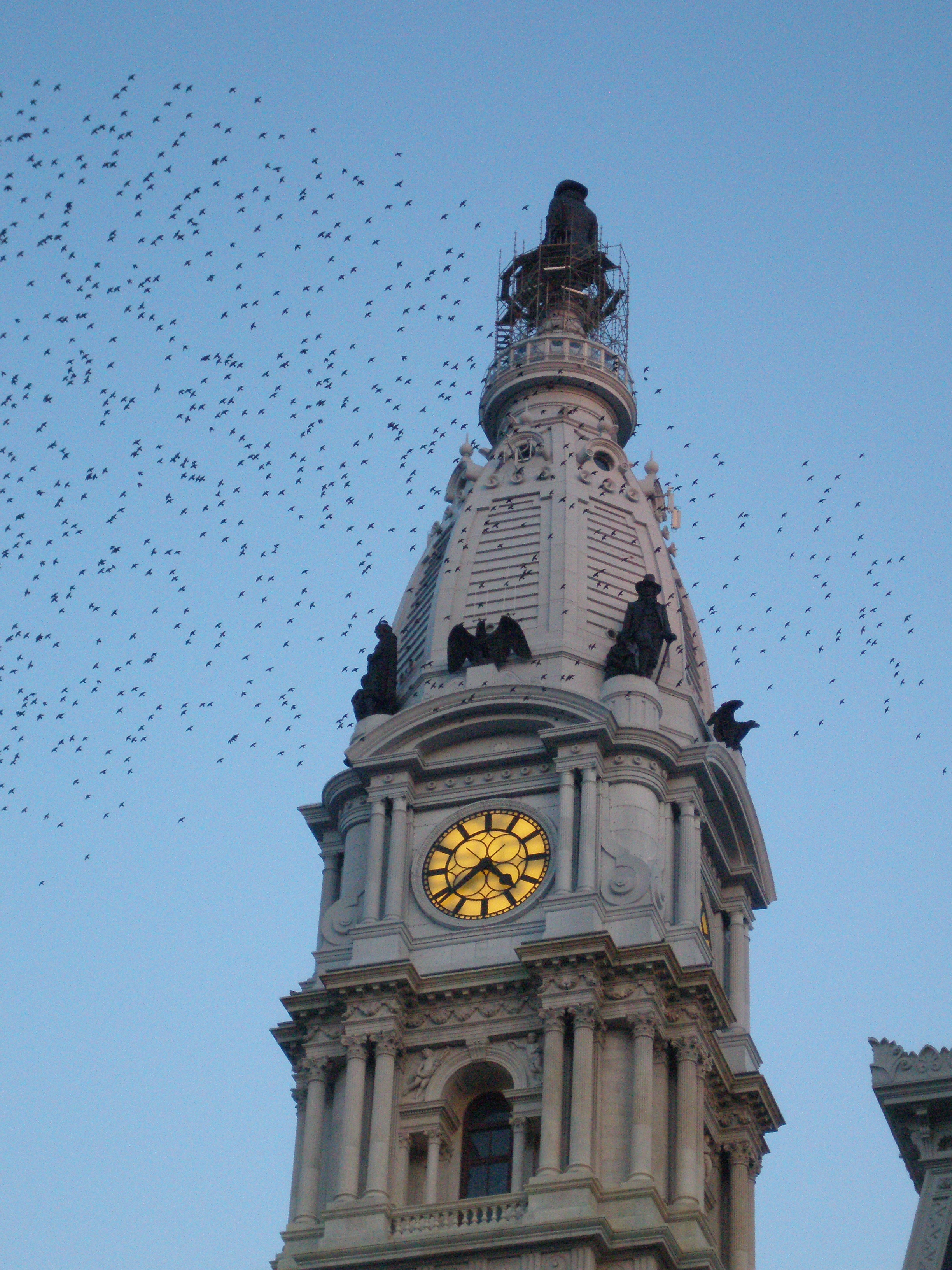
필라델피아 시청 건물 꼭대기에 자리잡은 윌리엄 펜의 동상

윌리엄 펜의 저주(영어: Curse of William Penn)는 미국 펜실베이니아주 필라델피아 시가 연고지인 프로 스포츠 팀이 우승을 못하는 불운에 대한 이야기이다.

## 윌리엄 펜
윌리엄 펜(1644~1718)은 본래 영국 국교회 가정에서 성장하였으나 22세가 되자 그리스도 친우회로 개종하였고, 올리버 크롬웰의 사망 후 왕정복고가 이루어진 잉글랜드에서 이단으로 몰리게 되어 1677년 200여 명의 동지와 함께 북아메리카의 잉글랜드 식민지로 이주하였다. 펜은 아버지가 국왕 찰스 2세에게 준 빚 대신 식민지 남서부의 광대한 영토를 변제 받았고, 이 지역이 현재의 펜실베이니아주(Pennsylvania, 이 명칭은 펜Penn과 숲을 뜻하는 라틴어 실바니아Sylvania로 이루어진 것이다)가 되었다. 펜은 이 지역에서 정부 형태의 조직을 처음으로 구성하였으며, 여기서 제정된 법령들은 미국 독립전쟁 이후 미국 헌법의 기초가 되었다.

## 저주의 시작
1871년 필라델피아 시에 새로운 시청 건물이 건립되었다. 시청의 높이는 548피트(약 167미터, 548이란 숫자는 필라델피아 필리스 출신의 명예의 전당 헌액 선수인 마이크 슈미트의 통산 홈런수와 일치한다)로 당시 세계에서 가장 높은 건축물이었으며 시청의 첨탑 끝 부분에는 37피트(약 11미터) 크기의 펜의 동상이 세워졌다.
건축 당시에 "신사협정"에 의하여 윌리엄 펜 동상보다 높은 구조물은 시내 중심지에 건축할 수 없도록 구두로 약속된 것이 이어져 왔다.
그러나 1987년 3월, 필라델피아 시에 945피트(약 288미터) 높이의 원 리버티 플레이스 빌딩(One Liberty Place Building)이 세워졌다. 필라델피아에서는 처음으로 시청 건물을 추월하는 높이의 마천루가 건설되면서 약속이 깨지게 되었고, 이후 메이저 리그의 필라델피아 필리스, 미식축구의 필라델피아 이글스, 농구의 필라델피아 세븐티식서스, 아이스하키의 필라델피아 플라이어스 등 필라델피아 시를 연고지로 하는 모든 프로스포츠 팀이 21년간 단 한 차례도 우승하지 못하는 불운이 계속되어 이를 펜이 자기보다 높은 건물이 세워지면서 필라델피아 연고팀에 저주를 걸었다는 이야기로 발전했다.

## 저주의 해소
2007년 6월에 975피트(약 297미터) 높이의 컴캐스트 센터가 세워지면서 시내 최고층 기록을 경신하였는데, 저주를 해소하기 위해 인부 두 명이 빌딩의 가장 높은 위치에 윌리엄 펜의 작은 동상과 함께 독립 당시의 성조기와 나무를 세워두었다. 얼마 후 동상이 도난당하자 월드시리즈를 앞두고 급히 4인치(약 10센티미터)의 작은 윌리엄 펜 인형을 대신 세워두었다.
이런 행동이 효과가 있었는지 2008년 10월 29일, 필라델피아 필리스가 2008년 월드시리즈에서 탬파베이 레이스를 상대로 4승 1패를 거두면서 25년 만에(1983년 시즌 세븐티식서스가 NBA 우승을 한 것이 마지막이며, 필리스는 1980년 우승 이후 28년 만이다) 필라델피아 연고 팀이 우승을 하게 되었다.

## 같이 보기
- 염소의 저주
- 밤비노의 저주